# روبي باتشمان
روبي باتشمان هو طبال كندي، ولد في 18 فبراير 1953 في وينيبيغ في كندا.

## وصلات خارجية
- روبي باتشمان على موقع ميوزك برينز (الإنجليزية)
- روبي باتشمان على موقع أول ميوزيك (الإنجليزية)
- روبي باتشمان على موقع ديسكوغز (الإنجليزية)